# Ramón Cabrera y Rubio
Ramón Cabrera y Rubio (Segòvia, 1754 - Sevilla, 1833) va ser un sacerdot i acadèmic espanyol.

## Biografia
Va ser sacerdot, conseller d'Estat i prior d'Arróniz (Navarra), a més de canonge d'Olivares i bibliotecari de la Casa d'Alba. Era un expert llatinista i va estudiar la lexicografia acadèmica, ocupant primer la cadira R en la Reial Acadèmia Espanyola entre 1791 i 1814 i després la cadira N entre 1820 i 1833.
El 29 de març de 1814 va ser triat novè director de la Reial Acadèmia Espanyola però el 18 d'octubre d'aquest mateix any va ser destituït i expulsat per Ferran VII d'Espanya, i no fou readmès fins al Trienni Liberal.

## Obres
- Diccionario del lenguaje antiguo castellano
- Consideraciones sobre la armonía, gravedad y abundancia de la lengua castellana (1781)
- Diccionario de etimologías de la lengua castellana (1837), obra póstuma que recoge las notas sueltas de su trabajo filológico.